# 小叶度量草
小叶度量草（学名：Mitreola petiolatoides）为马钱科度量草属下的一个种。